# Speocera eleonorae
Speocera eleonorae är en spindelart som beskrevs av Baptista 2003. Speocera eleonorae ingår i släktet Speocera och familjen Ochyroceratidae. Inga underarter finns listade i Catalogue of Life.